# Lago Amts
El lago Amts (en alemán: Amtssee), anteriormente llamado lago de Chorin, es un lago situado en el distrito rural de Barnim, en el estado de Brandeburgo (Alemania); tiene una longitud máxima de 600 metros y una anchura máxima de 400 m. 
El lago se encuentra dentro de la reserva de la biosfera de Schorfheide-Chorin y muy cerca del monasterio de Chorin.